# Oreogeton basalis
Oreogeton basalis är en tvåvingeart som först beskrevs av Friedrich Hermann Loew 1856.  Oreogeton basalis ingår i släktet Oreogeton och familjen Oreogetonidae. Inga underarter finns listade i Catalogue of Life.